# Due piccioni e un tordo
Due piccioni e un tordo è un dipinto olio su tela (diametro 21 cm) realizzato intorno al 1615 dal pittore italiano Sinibaldo Scorza e conservato a Palazzo Rosso dei Musei di Strada Nuova a Genova.
La tela fu donata nel 1874 al comune di Genova dalla Duchessa di Galliera Maria Brignole-Sale De Ferrari. Menzionato per la prima volta nell'inventario della quadreria di Gio Francesco II Brignole-Sale datato 1717, questo dipinto è un classico esempio delle raffigurazioni pittoriche di animali particolarmente in voga a Genova nei primi anni del Seicento.

## Descrizione e stile
La composizione raffigura tre uccelli, due piccioni e un tordo, accovacciati contro fondale scuro dove sulla sinistra spunta un cartiglio. I volatili sono dipinti con grande precisione e realismo in ogni dettaglio del loro piumaggio e della loro anatomia. Scorza utilizza una tavolozza cromatica ricca e variegata, che spazia dai toni bruni e terrosi dello sfondo, alle tonalità più chiare e luminose dei piumaggi dei volatili.
La tecnica pittorica dell’artista si distingue per l’uso di toni scuri e spenti e una stesura del colore morbida e sfumata che contribuisce a creare un effetto di grande veridicità. La tela racchiude tutti i diversi stilemi dello stile di Sinibaldo, caratterizzato da un naturalismo attento e minuzioso che si avvicina al naturalismo lombardo e si differenzia  dalle nature morte tipiche della pittura nordica, prediligendo una rappresentazione "viva" della natura.